# Promotion League
Die Promotion League ist seit der Saison 2012/13 die dritte Spielklasse im Schweizer Fussball. Die Einführung der Liga wurde vom Schweizerischen Fussballverband am 12. November 2010 im Rahmen der Reform der Challenge League beschlossen, welche am 21. Mai 2011 bestätigt wurde. Bis zur Umbenennung im Sommer 2014 hiess sie zunächst 1. Liga Promotion, seit 2021 wird die Liga unter ihrem Sponsoringnamen Hoval Promotion League ausgetragen.

## Geschichte

### Gründung
Gebildet wurde die neue Liga aus 16 Teams. Fünf Vereine aus der Challenge League der Saison 2011/12 stiegen ab. Dazu kamen die besten sieben Teams aus der 1. Liga Classic und die vier besten U21-Mannschaften der 1. Liga. Diese 16 Vereine trugen die erste Saison aus. Erster Meister der 1. Liga Promotion wurde am 25. Mai 2013 der FC Schaffhausen, welcher damit in die Challenge League aufstieg.

### Weitere Entwicklung
Auf die Saison 2022/23 beschloss der Verbandsrat des SFV eine Aufstockung auf 18 Teams. Dazu wurden am Ende der Saison 2021/22 zwei Wildcards an U21-Teams der 1. Liga vergeben, die zum Aufstieg in die Promotion League berechtigten, und die Beschränkung auf vier U21-Teams wurde aufgehoben.

## Mannschaften
In der Saison 2025/26 bilden die folgenden 18 Vereine die Promotion League:
| Team                  | Stadt                 | Stadion                |
| --------------------- | --------------------- | ---------------------- |
| FC Basel U21          | Basel                 | Sportanlage St. Jakob  |
| FC Bavois             | Bavois                | Terrain des Peupliers  |
| FC Biel-Bienne        | Biel                  | Tissot Arena           |
| FC Breitenrain        | Bern                  | Spitalacker            |
| SC Brühl St. Gallen   | St. Gallen            | Paul-Grüninger-Stadion |
| FC Bulle              | Bulle                 | Stade de Bouleyres     |
| SC Cham               | Cham                  | Eizmoos                |
| FC du Grand-Saconnex  | Le Grand-Saconnex     | Stade du Blanché       |
| FC Kreuzlingen        | Kreuzlingen           | Sportplatz Hafenareal  |
| SC Kriens             | Kriens                | Sportzentrum Kleinfeld |
| FC Lausanne-Sport U21 | Lausanne              | Stade du Bois-Gentil   |
| FC Lugano U21         | Lugano                | Stadio Cornaredo       |
| FC Luzern U21         | Luzern                | Stadion Allmend        |
| FC Paradiso           | Paradiso              | Campo Pian Scairolo    |
| FC Schaffhausen       | Schaffhausen          | FCS Arena Schaffhausen |
| FC Vevey-Sports       | Vevey                 | Stade de Copet         |
| BSC Young Boys U21    | Bern                  | Stadion Neufeld        |
| FC Zürich U21         | Zürich-Schwamendingen | Heerenschürli          |

## Modus
Der Erstklassierte der Promotion League steigt in die Challenge League auf. (Aufgrund der Aufstockung der Super League von 10 auf 12 Vereine steigen am Ende der Saison 2022/23 der Erst- und der Zweitklassierte auf.) U21-Vereine sind nicht aufstiegsberechtigt. Zwei Vereine treten den Gang in die 1. Liga an, welche die vierte Stufe bildet. Die 18 Vereine tragen eine Hin- und Rückrunde, somit insgesamt 34 Spiele, aus.

## Saisonübersicht
| Jahr    | Aufsteiger                                          | 1. Absteiger                              | 2. Absteiger          |
| ------- | --------------------------------------------------- | ----------------------------------------- | --------------------- |
| 2012/13 | FC Schaffhausen                                     | Yverdon-Sport FC                          | FC Fribourg           |
| 2013/14 | FC Le Mont-sur-Lausanne                             | AC Bellinzona (Konkurs)                   | SC Kriens             |
| 2014/15 | Neuchâtel Xamax                                     | SR Delémont                               | FC Locarno            |
| 2015/16 | Servette FC Genève                                  | Étoile Carouge FC                         | FC St. Gallen II      |
| 2016/17 | FC Rapperswil-Jona                                  | FC Tuggen                                 | kein 2. Absteiger     |
| 2017/18 | SC Kriens                                           | BSC Old Boys Basel (freiwilliger Abstieg) | FC United Zürich      |
| 2018/19 | FC Stade Lausanne-Ouchy                             | FC Wohlen                                 | FC La Chaux-de-Fonds  |
| 2019/20 | keiner                                              | keiner                                    | keiner                |
| 2020/21 | Yverdon-Sport FC                                    | FC Münsingen                              | FC Köniz              |
| 2021/22 | AC Bellinzona FC Bulle St. Gallen U21 FC Luzern U21 | FC Black Stars Basel                      | FC Sion U21           |
| 2022/23 | Stade Nyonnais FC Baden                             | FC Chiasso (Konkurs)                      | SC YF Juventus Zürich |
| 2023/24 | Étoile Carouge FC                                   | Servette FC U21                           | FC St. Gallen U21     |
| 2024/25 | FC Rapperswil-Jona                                  | FC Baden                                  | SR Delémont           |